# العلاقات التي تربط (فلم)
العلاقات التي تربط (بالإنجليزية: Ties that Bind)، هُو فيلم دراما غاني صدر سنة 2011 وأخرجته ليلى دجانسي. الفيلم من بطولة كُل من كيمبرلي إليز وأوموتولا جالاد إيكيندي وآما أبيبريس. صُورت جميع أحداث ومشاهد الفيلم في غانا.

## وصلات خارجية
- مقالات تستعمل روابط فنية بلا صلة مع ويكي بيانات